# Meister der Monate des Lukas
Als Meister der Monate des Lukas oder Meister der Lukasmonate (französisch Maître des Mois Lucas, englisch Master of the months of Lucas}) wird der flämische Maler oder Zeichner bezeichnet, der im 16. Jahrhundert die Vorlagen für eine Serie von 12 Wandteppichen geschaffen hat. Diese stellten jeweils einen der 12 Monate des Jahres dar. Zuerst wurden die Entwürfe der Wandteppiche dem Renaissancemaler und Kupferstecher Lucas van Leyden  zugerechnet. Jedoch konnte diese Vermutung nicht bestätigt werden. Daher wurde dem namentlich nicht bekannten Künstler dann der Notname Meister der Monate des Lukas gegeben.
Die nach den Kartons des Meisters geschaffenen großformatigen Teppiche wurden in den nachfolgenden Jahrzehnten öfters ganz oder teilweise für die Herstellung von anderen Serien von Wandteppichen mit Darstellungen der 12 Monate kopiert.
Die erste Serie der Wandteppiche wurde um 1535 gewirkt und war dann im Besitz des französischen Königs Ludwig XIV.; sie wurde 1797 vernichtet. Exemplare der verwandten Teppiche sind heute in verschiedenen Museen beispielsweise in Frankreich im Schloss Fontainebleau, in Österreich im Kunsthistorischen Museum in Wien oder in den Vereinigten Staaten im Metropolitan Museum of Art in New York zu finden.